# Madame Tussauds de Sydney
Madame Tussauds Sydney é um museu de cera localizado em Darling Harbour, Sydney e está situado no Aquarium Wharf. Madame Tussauds faz parte do Merlin Entertainments que possui e opera atrações globalmente. Madame Tussauds Sydney abriu em abril de 2012 e foi o décimo terceiro Madame Tussauds inaugurado no mundo. A atração é também a única de seu tipo na Austrália.